# O'Cool
Pour les articles homonymes, voir Cool.

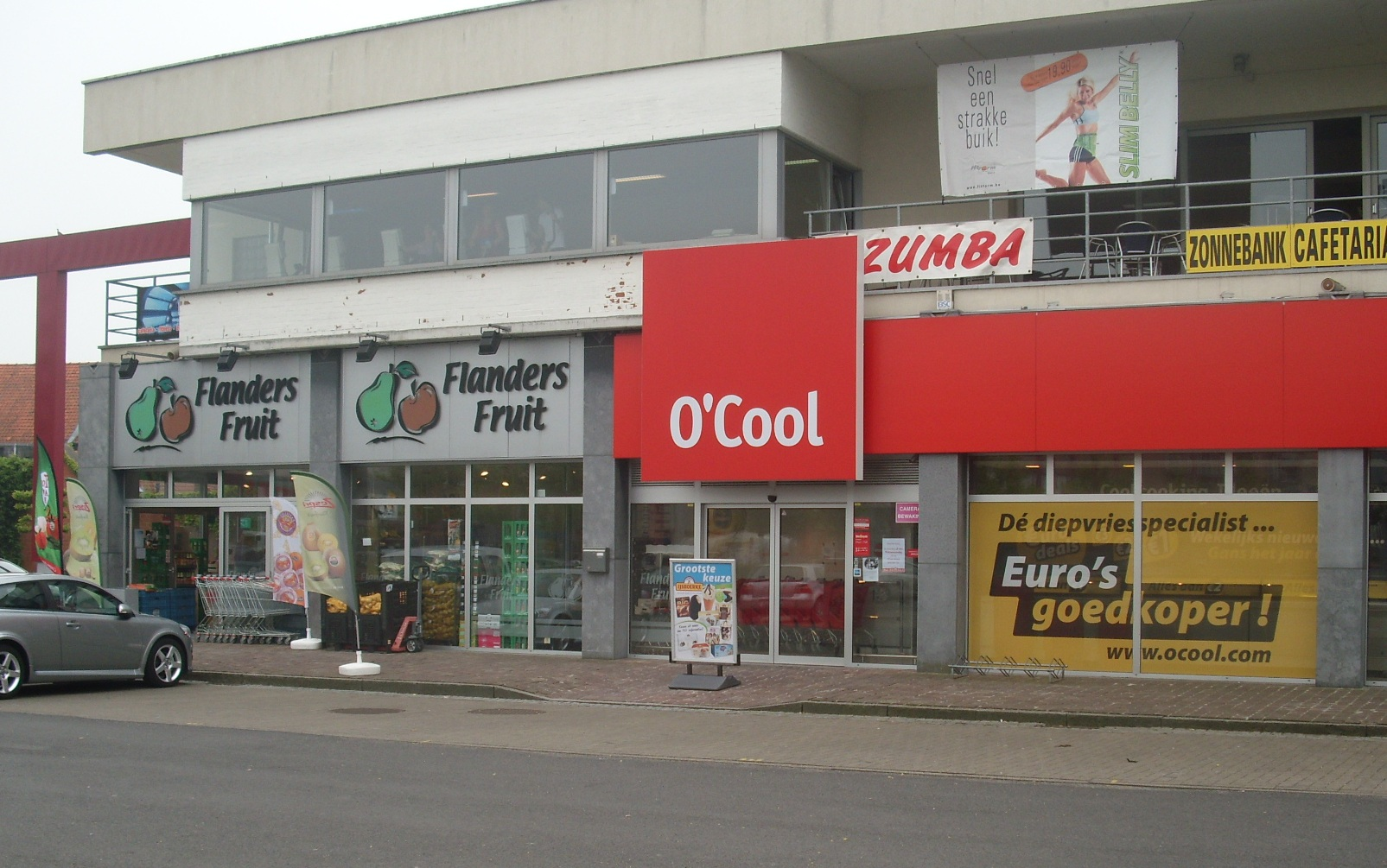
Un magasin O'Cool à Eeklo en 2012.

O'Cool était une entreprise et une chaîne de supermarchés belge créée en 1992 et déclarée en faillite en 2013. Elle était spécialisée dans la distribution des aliments surgelés, vendus directement au consommateur.
Elle vendait des repas préparés et congelés, viandes, poissons, légumes et toutes sortes de crème glacées préparées. La chaîne disposait au total de 120 magasins et employait environ 1 000 personnes.

## Histoire
En 1992, Yvan démarre la chaine « O'Cool » afin de se spécialiser dans les aliments surgelés.
En 2005, O'Cool rachète la chaîne Covee et sa cinquantaine de magasins.
En mai 2012, O'Cool demande au tribunal de commerce gantois de protection contre ses créanciers.
Le 21 mai 2012, le tribunal de commerce à Gand décide que la chaîne de surgelés O'Cool sera protégée pendant six mois à ses créanciers. En novembre 2012, ce délai a été prorogé au 21 mai 2013.
Le 16 mai 2013, O'Cool sort de la loi de continuité des entreprises (nl) (LCE) après que le tribunal de commerce approuve le plan de relance. Depuis la demande de protection contre ses créanciers en 2012, la chaîne de 110 points de vente se réduit à un peu plus de 60 magasins et un redémarrage est effectué.
Le 29 août 2013, il a été annoncé que O'Cool a déposé son bilan au tribunal de commerce de Gand. À la fin d'août 2013, la chaîne comptait encore 51 magasins.

## Vente
À la fin de 2012, il y avait déjà 30 magasins vendus sur 106 magasins O'Cool aux anciens concurrents directs. Carrefour a repris 13 magasins, Colruyt 12 et Lidl 5 magasins. Cinq autres magasins étaient déjà fermés, mais sont encore admissibles pour l'acquisition.